# Voetbalknie

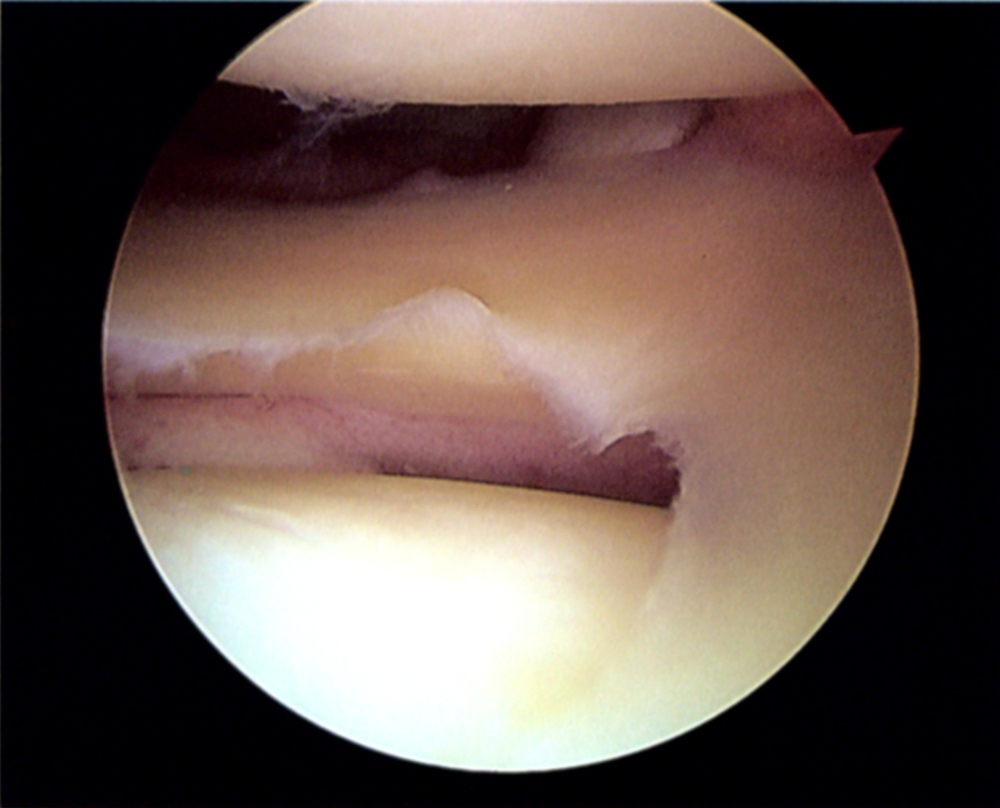
gescheurde meniscus

Een voetbalknie, meniscusruptuur, ofwel een gescheurde meniscus is een veel voorkomende en pijnlijke blessure bij voetbal. Ze ontstaat vaak wanneer een voetballer plotseling een draai met het lichaam maakt terwijl het onderbeen blijft staan. Dit kan gebeuren doordat een voetbalschoen met de er onder gemonteerde noppen veel grip heeft op het veld. Door de krachtige wringende beweging van het kniegewricht kan de binnen- of buitenmeniscus in de knie scheuren.